# Cymatoplex dichroa
Cymatoplex dichroa là một loài bướm đêm trong họ Geometridae.